# Saipan
Saipan è un'isola oceanica di 43 385 abitanti, il cui distretto costituisce la capitale del Commonwealth delle Isole Marianne Settentrionali, in unione politica con gli Stati Uniti d'America.

## Geografia fisica

### Territorio
L'isola si trova grossomodo al centro delle Marianne Settentrionali, nell'Oceano Pacifico. L'isola più vicina è Tinian, mentre Guam dista circa 200 km. Il maggior rilievo è il Monte Tapochau, a 474 m s.l.m.

## Geografia antropica

### Suddivisioni amministrative

#### Garapan
Il villaggio insulare più popoloso è Garapan, che si trova al centro e sul lato occidentale della costa, lungo la barriera corallina. Esso è altresì il maggior centro turistico nazionale.

## Monumenti e luoghi d'interesse
- Parco memoriale statunitense (American Memorial Park)[1]: ricorda la battaglia di Saipan, svoltasi nel 1944 fra Stati Uniti e Giappone nell'ambito della Seconda guerra mondiale.

## Società

### Religione
La maggioranza della popolazione è di religione cattolica.